# Draženko Blažević
Draženko Blažević je hrvatski bivši košarkaš.
Igrao je polovicom 1980-ih i početkom 1990-ih.

## Klupska karijera
Ponikao je u Čapljini. Bio je igračem sastava Zadra koji je 1985./86. iznenadio apsolutnog favorita Cibonu predvođenu Draženom Petrovićem. Za Zadar su igrali: Darko Pahlić, Petar Popović, Milan Mlađan, Ante Matulović, Zdenko Babić, Draženko Blažević, Stojko Vranković, Veljko Petranović, Ivica Obad, Boris Hrabrov. Tijekom prvenstva nastupili su i Dragomir Čiklić, Arijan Komazec i Stipe Šarlija. Trener: Vladimir Đurović, pomoćni trener: Branko Šuljak.
1986./87. je igrao sa Zadrom u Kupu europskih prvaka, u kojem su na kraju osvojili 4. mjesto. Igrali su Stojko Vranković, Arijan Komazec, Petar Popović, Veljko Petranović, Ante Matulović, Ivica Obad, Stipe Šarlija, Branko Skroče, Darko Pahlić, Draženko Blažević, a trenirao ih je Lucijan Valčić.